# 47-ма гвардійська танкова дивізія (СРСР)
47-ма гвардійська танкова Нижньодніпровська Червонопрапорна ордена Богдана Хмельницького дивізія (47 гв. ТД, в/ч 60700) — з'єднання танкових військ Збройних сил СРСР чисельністю у дивізію, яке існувало у 1957—1992 роках.
Після розпаду СРСР дивізія перейшла під юрисдикцію Російської Федерації і виведена зі Східної Німеччини до Росії.

## Історія
У 1957 році в м. Гіллерслебен Східної Німеччини створена 26-та гвардійська танкова дивізія з 19-ї гвардійської механізованої дивізії.
В 1960 році 64-й окремий танковий навчальний батальйон був розформований.
11 січня 1965 року перейменована на 47-му гвардійську танкову дивізію.
Після розпаду СРСР дивізія перейшла під юрисдикцію Російської Федерації і в 1993 році виведена до селища Муліно Нижньогородської області.

## Матеріали
- Michael Holm, 47th Guards Nizhnedneprovskaya Red Banner order of Bogdan Khmelnitskiy Tank Division(англ.) // ww2.dk